# Penang (stan)
Penang – stan Malezji, położony na niewielkiej wyspie o tej samej nazwie, w cieśninie Malakka i na niewielkim pasie wybrzeża Płw. Malajskiego. Powierzchnia stanu wynosi 1031 km², zamieszkuje go półtora miliona mieszkańców. Stolicą jest George Town.
Wyspa Penang połączona jest z lądem stałym i miastem Butterworth płatnym (w stronę wyspy) mostem. Dostępna jest również komunikacja promowa.

## Historia
Pierwotnie część sułtanatu Kedah, w 1786 wydzielona przez sułtana Brytyjskiej Kompanii Wschodnioindyjskiej. W 1826 część brytyjskiej kolonii w Indiach. W 1963 przyłączony do Malezji jako ostatni stan.